# Боасет (Ивлен)
Боасет (фр. Boissets) је насељено место у Француској у региону Париски регион, у департману Ивлен.
По подацима из 2011. године у општини је живело 267 становника, а густина насељености је износила 68,46 становника/km².

## Демографија
| 1962. | 1968. | 1975. | 1982. | 1990. | 2011. |
| ----- | ----- | ----- | ----- | ----- | ----- |
| 156   | 156   | 179   | 239   | 238   | 267   |